# Fabrício Lusa
Fabrício Lusa (Caxias do Sul, 11 marzo 1992) è un calciatore brasiliano, centrocampista del Galo Maringá.

## Carriera
Nella stagione 2013 ha giocato 18 partite nella massima serie brasiliana con il Bahia.